# Kenneth F. Smith
Kenneth F. Smith é um especialista em efeitos visuais estadunidense. Venceu o Oscar de melhores efeitos visuais em duas ocasiões: pelos filmes E.T. the Extra-Terrestrial e Innerspace.